# Andréi Platónov
Andréi Platónov (en cirílico ruso: Андре́й Плато́нов), seudónimo de Andréi Platónovich Kliméntov (en ruso: Андре́й Плато́нович Климе́нтов; Vorónezh, 28 de agosto de 1899 - 5 de enero de 1951) fue un escritor soviético, uno de los primeros que emergieron después de la Revolución rusa de 1917. A pesar de ser comunista, sus obras fueron prohibidas por su posición escéptica respecto a la colectivización. Sus obras más conocidas son las distopías Chevengur y El foso (Котлован).

## Biografía
Hijo de un trabajador metalúrgico empleado de los ferrocarriles rusos, fue el mayor de 10 hermanos. Nació en una aldea cerca de la ciudad de Vorónezh. Estudió en la escuela parroquial y a partir de los trece años empezó a trabajar en diversos oficios para mantener a la familia. Sirvió en el Ejército Rojo durante la guerra civil rusa como corresponsal de guerra. En 1919 empezó a colaborar como poeta, publicista y crítico literario en varios periódicos. En la década de 1920 cambió su apellido original Kliméntov por el de Platónov, un pseudónimo basado en el nombre del padre del escritor (el patrónimo Platónovich). En 1924 acabó la escuela politécnica y comenzó a trabajar como ingeniero electrotécnico en diversos proyectos en la Rusia central, donde fue testigo de los excesos y los levantamientos campesinos causados por la colectivización forzada. En 1927 marchó a Moscú con la idea de dedicarse exclusivamente a la literatura. Fue miembro, aunque periférico, del grupo Pereval de escritores campesinos.
Escribió sus obras más importantes, las novelas Chevengur y El foso (o La excavación), entre 1926 y 1930, coincidiendo con los últimos años de la Nueva Política Económica (NEP) y el inicio del primer Plan Quinquenal en 1928. Estas obras, que suponían una crítica implícita al sistema, desencadenaron las críticas de los órganos oficiales y, aunque un capítulo de Chevengur apareció en una revista, las obras nunca se publicaron (no sería publicada completa en Rusia hasta 1988).
En la década de 1930, Platonov trabajaba junto con el filósofo soviético Mijaíl Lifschitz, quien editó la revista de Moscú El literario crítico (Literaturny Kritik), que también fue seguida por filósofos marxistas de todo el mundo. Otro colaborador fue el teórico György Lukács. En 1931 después de la publicación de la crónica de la vida de los campesinos pobres Vprok, que recibió las críticas de Fadéyev y Stalin, la publicación de sus trabajos fue prohibida, con la exclusión del relato "El río Potudán", publicado en 1937. Antes, en agosto de 1936, la revista publicó el cuento de Platonov "Inmortalidad", junto con un editorial que afirma que las nuevas obras del autor superaron sus anteriores "errores creativos graves". Al año siguiente, esto fue criticado en Krasnaya Nov, lo que resultó en un daño a la reputación de Platonov.: 626–629 
Su hijo de 15 años fue arrestado y enviado a un campo de concentración durante la Gran Purga estalinista de la década de 1930. Liberado, pero enfermo de tuberculosis, el hijo volvió a la casa y durante la convalecencia contagió la enfermedad al escritor. Al comienzo de la Segunda Guerra Mundial le fue permitido publicar por un permiso especial de Stalin. Fue corresponsal de guerra de 1942 a 1945 y siguió escribiendo en el periódico Estrella Roja hasta 1946.
A finales de 1946 se imprimió su cuento «El regreso», por lo que fue nuevamente censurado y acusado de calumnia. Como consecuencia, la posibilidad de seguir publicando desapareció por completo. Las finales de los años cuarenta, imposibilitado de seguirse ganando la vida como narrador, se dedicó a preparar cuentos rusos y bashkirios para ser impresos en revistas para niños.
Durante la Gran Guerra Patria (la Segunda Guerra Mundial), Platonov sirvió como corresponsal de guerra, pero su enfermedad empeoró. Sus últimas publicaciones fueron dos colecciones de folklore. Murió el 5 de enero de 1951 en Moscú y Vasili Grossman habló en su funeral. Aunque relativamente desconocido en su tiempo, la influencia de Platónov en la literatura rusa es considerable. Algunos de sus trabajos fueron publicados o reimpresos en los años sesenta en la época del "deshielo" de Nikita Jrushchov.

## Estilo
La obra de Platónov esta fuertemente relacionada con autores clásicos rusos como Fiódor Dostoyevski. Hace un uso extenso del simbolismo cristiano y de las obras de filósofos antiguos y contemporáneos suyos, entre ellos el filósofo cristiano Nikolái Fiódorov.
Su novela corta El foso o La excavación usa una combinación de lenguaje rural y términos políticos e ideológicos que crean una atmósfera de irrealidad a la que colaboran los sorprendentes y, a veces fantásticos, hechos de la narración. Esta exploración del sinsentido es una característica del existencialismo y la literatura del absurdo. A pesar de la postura materialista de su obra que niega la importancia y la existencia del alma, su estilo, muy personal y su uso idiosincrático del léxico lo alejan de los escritores del realismo socialista. Su publicación en la URSS no fue posible hasta 1987 al calor de la perestroika.

## Obras
- «Las esclusas de Yepifán»
- «La ciudad Grádov»
- «El ciudadano»
- «Las dudas de Makar» (relato)
- «El paso del tiempo»
- «La patria de la electricidad» (relato, 1926)
- «Chevengur» (novela, 1927-1928)
- «La excavación», a veces nombrada como «El foso» (novela corta, 1929-1930)
- «Dzhan» (novela corta, 1935)
- «El río Potudán» (relato, 1937)
- «El regreso» (relato, 1946)
- «El arca de Noé» (teatro)
- «La feliz Moscú» (novela, inacabada)

## Adaptaciones cinematográficas
- Andréi Platónov en Internet Movie Database (en inglés).